# دراغان ديميتش
دراغان ديميتش (14 أكتوبر 1981 في النمسا – )؛ هو لاعب كرة قدم كان يلعب كمهاجم.

## وصلات خارجية
- دراغان ديميتش على موقع رابطة كرة القدم اليابانية للمحترفين (اليابانية)
- دراغان ديميتش على موقع قاعدة بيانات كرة القدم.إي يو (الإنجليزية)
- دراغان ديميتش على موقع Soccerway.com (الإنجليزية)
- دراغان ديميتش على موقع عالم كرة القدم.نت (الإنجليزية)